# NHL Supplemental Draft 1987
L'NHL Supplemental Draft 1987 si è tenuto nel mese di giugno del 1987. Essa fu la seconda edizione del Supplemental Draft. Sei fra i giocatori scelti militarono nella National Hockey League.

## Scopo
Il Supplemental Draft fu utilizzato dalle franchigie della NHL per selezionare i giocatori provenienti dalle università statunitensi e canadesi altrimenti non eleggibili per l'Entry Draft. A differenza dell'Entry Draft la maggioranza dei giocatori non militò mai nella squadra dalla quale furono selezionati, tuttavia dodici di essi superarono le 100 presenze in NHL. Il Supplemental Draft fu abbandonato dopo la firma del nuovo contratto collettivo fra i giocatori e i proprietari delle squadre nel 1995.

## Scelte
| #  | Giocatore            | Nazionalità    | Squadra NHL           | Squadra di provenienza                          |
| -- | -------------------- | -------------- | --------------------- | ----------------------------------------------- |
| 1  | Mike Jeffrey (P)     | Canada         | Boston Bruins         | Northern Michigan Wildcats (CCHA)               |
| 2  | Dave Snuggerud (AD)  | Stati Uniti    | Buffalo Sabres        | Minnesota Gophers (WCHA)                        |
| 3  | Mike DeCarle (AD)    | Canada         | Buffalo Sabres        | Lake Superior S. Lakers (Hockey East)           |
| 4  | Peter Lappin (AD)    | Stati Uniti    | Calgary Flames        | St. Lawrence Saints (ECAC)                      |
| 5  | Mike LaMoine (D)     | Stati Uniti    | Detroit Red Wings     | ND Fighting Hawks (WCHA)                        |
| 6  | Ken Lovsin (D)       | Canada         | Hartford Whalers      | University of Saskatchewan (CIAU)               |
| 7  | Chris Panek (D)      | Stati Uniti    | Los Angeles Kings     | SUNY Plattsburgh (SUNYAC)                       |
| 8  | Shawn Chambers (D)   | Stati Uniti    | Minnesota North Stars | Alaska Nanooks (CCHA)                           |
| 9  | Rick Boh (C)         | Canada         | Minnesota North Stars | Colorado C. Tigers (WCHA)                       |
| 10 | John Walker (AS)     | Germania Ovest | New Jersey Devils     | Northern Alberta Institute of Technology (CIAU) |
| 11 | Jeff Madill (AD)     | Canada         | New Jersey Devils     | Ohio State Buckeyes (CCHA)                      |
| 12 | Howie Vandermast (D) | Stati Uniti    | New York Islanders    | SUNY Potsdam (SUNYAC)                           |
| 13 | Joe Lockwood (AD)    | Stati Uniti    | New York Rangers      | Michigan Wolverines (CCHA)                      |
| 14 | David Whyte (A)      | Stati Uniti    | Philadelphia Flyers   | Boston College Eagles (Hockey East)             |
| 15 | Dan Shea (AS)        | Stati Uniti    | Pittsburgh Penguins   | Boston College Eagles (Hockey East)             |
| 16 | John Leonard (D)     | Stati Uniti    | Pittsburgh Penguins   | Bowdoin College (NESCAC)                        |
| 17 | Mike Hitner (A)      | Stati Uniti    | Quebec Nordiques      | Alaska A. Seawolves (WCHA)                      |
| 18 | Steve Johnson (A)    | Stati Uniti    | Vancouver Canucks     | ND Fighting Hawks (WCHA)                        |
| 19 | Mark Anderson (A)    | Stati Uniti    | Washington Capitals   | Ohio State Buckeyes (CCHA)                      |
| 20 | Rob Fowler (A)       | Stati Uniti    | Winnipeg Jets         | Merrimack Warriors (Hockey East)                |